# Descent to Undermountain
Descent to Undermountain ist ein Computer-Rollenspiel des US-amerikanischen Computerspielherstellers Interplay Entertainment aus dem Jahr 1997. Es basiert auf dem Fantasy-Rollenspiel-Regelwerk Advanced Dungeons & Dragons von TSR und wurde für DOS und Windows veröffentlicht.

## Handlung
In der Stadt Tiefwasser in den Vergessenen Reichen verschwinden zahlreiche Menschen spurlos. Die Herrscher der Stadt bitten daher einen Abenteurer, ihnen bei der Lösung des Problems zu helfen. Die Reise führt in den aus dem Regelwerk bekannten unterirdischen Riesen-Dungeon Unterberg (engl. Undermountain). Dort muss der Spieler acht Stücke eines Amuletts finden, um damit das Flammenschwert der Spinnengöttin Lolth nutzen und so Tiefwasser vor der Bedrohung bewahren zu können.

## Spielprinzip
Das Spiel basiert auf der 2. Regelwerksedition Advanced Dungeons & Dragons. Zu Beginn erstellt sich der Spieler einen Charakter, wobei er die Wahl zwischen Geschlecht, sechs unterschiedlichen Rassen (u. a. Mensch, Halb-Elf, Zwerg, Drow) sowie ein- und mehrklassigen Charakteren (Kämpfer, Dieb, Magier, Kleriker) hat. Vor allem durch die Klassen unterscheiden sich die Charaktere in ihren Fähigkeiten und Eigenschaften. Die Charakterattribute (Stärke, Konstitution, Geschicklichkeit, Weisheit, Intelligenz, Charisma) werden ausgewürfelt. Der Spieler kontrolliert seinen Charakter in Egoperspektive innerhalb einer dreidimensionalen Umgebung. Innerhalb des größtenteils linearen Handlungsverlaufes kann der Spieler seinen Charakter fast frei, jedoch ständig allein im zugänglichen Teil der Spielwelt, welche in insgesamt mehr als 20 Verliese aufgeteilt ist, bewegen. Je nach Fortschritt bei der Erfüllung von Aufträgen, wodurch die Rahmenhandlung vorangetragen wird, eröffnet sich der Zutritt zu weiteren Verliesen. Hinzu kommen einige Nebenaufträge und die Erforschung zusätzlicher Verliese. Die Kämpfe gegen über 50 unterschiedliche Monstertypen und andere Gegner werden in Echtzeit ausgetragen, dafür stehen neben den genreüblichen Nah- und Fernkampfwaffen mehr als 160 magische Gegenstände und 40 unterschiedliche Zauber zur Verfügung. Die Gegner sind relativ fest innerhalb der Verliese platziert. Die einmal von Gegnern gesäuberten Verliese können erneut begangen werden, werden aber nicht erneut bevölkert.
Ein Mehrspielermodus fehlt, obwohl dieser vom Spielentwickler angekündigt und auf der Produktverpackung explizit beworben wurde.

## Entwicklung
Descent to Undermountain war nach dem Echtzeit-Strategiespiel Blood & Magic das zweite Spiel, das Interplay auf Basis der AD&D-Lizenz veröffentlichte, die das Unternehmen erst 1995 von TSR erworben hatte. Der Name des Spiels ist in Teilen der Grafikengine geschuldet, die ursprünglich für den Korridor-Shooter Descent entwickelt wurde. Das Entwicklerteam bestand aus den Designern Chris Avellone, Scott Bennie, John Deiley, Robert Holloway und Steve Perrin. Die Programmierung stammt von Andrew Pal, James Gardner, Robert Holloway und Chris Farenetta, die Musik von Richard Band.

## Rezeption

### Zeitgenössische Kritik
Descent to Undermountain wurde weitestgehend negativ bewertet. Chris Gregson von GameSpot vergab 3,7 von 10 Punkten, da das Spiel sichtbar unfertig auf den Markt gekommen sei, um das Weihnachtsgeschäft nicht zu verpassen, die Grafik veraltet wäre und die für ein Rollenspiel und AD&D-Umsetzungen erwarteten Kriterien allesamt nicht erfüllt habe:

“Even if everything in DTU were picture-perfect, this would still be a derivative game, treading the same path of all the AD&D computer games that inundated the market from the late 1980s into the early 1990s. But if it looked good and played smoothly there'd at least be some happy AD&D fans right now; as it stands, no one's happy, and in fact, a lot of people are downright angry. The lesson to be learned should be obvious: If you're gonna ride the hype machine, you'd better deliver the goods.”

„Selbst wenn alles in Descent to Undermountain absolut perfekt wäre, wäre es immer noch ein abgekupfertes Spiel, das den gleichen ausgetrampelten Pfaden aller AD&D-Computerspiele folgt, die den Markt seit den späten 1980ern bis in die frühen 1990er überschwemmt haben. Aber wenn es gut aussehen würde und problemlos spielbar wäre, gäbe es jetzt zumindest ein paar glückliche AD&D-Fans. Mit diesem Ergebnis aber ist niemand glücklich, und tatsächlich sind viele Leute sogar ausgesprochen verärgert. Die Lektion sollte offensichtlich sein: Wenn du auf der Hype-Welle reitest, solltest du besser auch die entsprechende Ware liefern.“

Im australischen Computermagazin PC World bezeichnete Julian Schoffel das Spiel als „traurig“ und drückte die Hoffnung aus, dass die anstehende Veröffentlichung von Baldur’s Gate Interplays Ruf wiederherstellen möge. Andererseits bezeichnete es Ahmed Kamal Nava von der New Straits Times als das beste Computer-Rollenspiel 1997. Bereits im Mai 1998 bezeichnete Feargus Urquhart, Leiter von Interplays Rollenspiel-Division, die Entscheidung, die Descent-Engine als grafisches Grundgerüst zu nutzen, als Designfehler, da für die Unterstützung des Rollenspiel-Szenarios umfassende Überarbeitungen des Quellcodes notwendig wurden.

### Retrospektiven
Der Ankündigung des Spiels folgten laut Andrew Park und Elliott Chin von GameSpot hohe Erwartungen, nachdem die letzten AD&D-Titel (u. a. Deathkeep) von SSI sowohl bei Kunden als Kritikern nicht mehr punkten konnten. Diese wurden jedoch letztlich enttäuscht. Die bei Ankündigung noch zeitgemäße Grafik sah demnach bei Veröffentlichung nur noch „schrecklich“ aus, zu viele Rollenspielmechaniken schienen zugunsten eines stärkeren Action-/Shooter-Aspekts aufgegeben worden zu sein, der jedoch ebenfalls nicht überzeugen konnte: Gemäß Game Designer Eric Bethke führten die Programmfehler, die schlechte KI, die wenig ansprechende bis lausige Grafik und zahlreiche andere Probleme zu der übereinstimmenden Meinung, dass es sich bei dem Spiel um ein Beispiel für einen Titel handele, dessen Veröffentlichung noch vor der eigentlichen Fertigstellung erzwungen wurde. Bereits im Konzept wären technische Probleme enthalten gewesen, die die Entwicklung verzögerten und mehrmalige Redesigns und Neuprogrammierungen erforderlich gemacht hätten. Nicht zuletzt der „schnelle Wechsel“ auf die Descent-Renderengine habe sich als extrem herausfordernd erwiesen, da er das technische Verständnis der Firmenleitung überstiegen habe, die hauptsächlich auf die Einhaltung vorgegebener Auslieferungsdaten angewiesen sei. Dieses mangelnde Verständnis habe zu einem überstürzten Entwicklungsverlauf geführt und sei damit laut Bethke „ein klassisches Beispiel für ein Spiel, das zu früh ausgeliefert wurde“.
Matt Barton von Gamasutra bezeichnete Descent to Undermountain als noch unbefriedigender als Birthright: Die dunkle Allianz und zusammen mit Pool of Radiance: Ruins of Myth Drannor als Beispiel dafür, dass eine populäre Lizenz ohne ein zuverlässiges Entwicklerteam wenig wert sei. „Schwache Grafik kombiniert mit noch schlechterer KI“, „trostlose und immer gleich aussehende Level“, dazu der bei Spielern unbeliebte, labyrinthartige Aufbau führen bei ihm zu dem Urteil, dass Descent to Undermountain eines der schlechtesten Computer-Rollenspiele aller Zeiten sei. Nach Allen Rausch vom Online-Spielemagazin GameSpy hatte Descent to Undermountain im Wesentlichen eine einzige Qualität: „Es ließ jeden Die Dunkle Allianz und die gesamten vorherigen zwei Jahre an grässlichen Dungeons-&-Dragons-Computerspielen vergessen“.

“In every respect, Descent to Undermountain was deemed a failure, and Interplay quickly tried to forget it.”

„Descent to Undermountain galt in jeder Hinsicht als Fehlschlag und Interplay bemühte sich äußerst schnell, es zu vergessen“